# Sergej Kozlík
Sergej Kozlík (né le 27 juillet 1950 à Bratislava) est un homme politique slovaque, député européen du 20 juillet 2004 au 25 mai 2014, adhérent du Parti démocrate européen. Il a été ministre des Finances et député slovaque.
Il appartient au Parti populaire - Mouvement pour une Slovaquie démocratique de Vladimir Mečiar.
Il est ministre de l'Économie puis des Finances entre 1993 et 1998.